# روري جاكوب
روري جاكوب (بالإنجليزية: Rory Jacob)‏ هو لاعب قذف أيرلندي، ولد في 11 أكتوبر 1983 في Oulart ‏ في جمهورية أيرلندا.